# Doutor Ulysses
Doutor Ulysses ist ein brasilianisches Munizip im Osten des Bundesstaats Paraná. Es hat 5.697 Einwohner (2022), die sich Ulyssenser nennen. Seine Fläche beträgt 777 km². Es liegt 811 Meter über dem Meeresspiegel.

## Etymologie
Die Stadt ist nach dem Bundesabgeordneten des Bundesstaates São Paulo, Ulysses Guimarães, benannt. Er wurde durch seine aufrüttelnden Reden, insbesondere gegen die ab 1964 herrschende Militärregierung, bekannt. Er gründete 1966 die Partei MDB (Movimento Democrático Brasileiro) und erhielt den Spitznamen Senhor Diretas (deutsch: Herr Direktwahl) in Anlehnung an die Diretas-Já-Kampagne (deutsch: Unmittelbare Wahlen jetzt!) des Kongressabgeordneten Dante de Oliveira. Ulysses Guimarães starb am 12. Oktober 1992 bei einem tragischen Hubschrauberabsturz auf dem Rückflug nach Rio de Janeiro. Sein Doktor-Titel beruhte nicht auf wissenschaftlichen Leistungen, er war ihm vielmehr von einer Universität in Seoul ehrenhalber verliehen worden.
Ursprünglich hieß der Ort zu Beginn des 20. Jahrhunderts Varzeão (deutsch: Große Wiese). Später wurde er Vila Branca (deutsch: Weißes Dorf) genannt. Dies war möglicherweise als Provokation gegen die Familie von João Alves de Souza gedacht, einem schwarzen Grundbesitzer von bester Herkunft.

## Geschichte

### Besiedlung
Anfang des 20. Jahrhunderts befand sich die Fazenda Rio Claro im Besitz von João Alves de Souza, dem Patriarchen einer großen schwarzen Familie und Mann mit großem Einfluss in der Region. Dieser Besitz erstreckte sich über Hunderte von Hektar und durchzog Felsen, Flüsse und Täler. Die große Familie widmete sich der Produktion von Mate, der in der Region verkauft wurde, und der Schweinezucht, meist im Zwischenfruchtbau, einer primitiven, aber in Paraná weit verbreiteten Form der Schweinezucht. Bis Anfang der 1970er Jahre erfolgte die Verbindung mit der Muttergemeinde Cerro Azul auf dem Pferderücken als einzigem Transportmittel.
João Alves de Souza hatte zu Lebzeiten die Absicht, seine Güter zu teilen. Er begann mit der Fazenda Rio Claro. Dadurch wollte er Probleme unter seinen Nachkommen vermeiden. Er beauftragte den Anwalt Martins Alves de Camargo mit der Ausführung seines Plans. Als Honorar erhielt der Anwalt zwei Drittel der besten Ländereien rund um den Hauptsitz der Fazenda, die unmittelbar an die Siedlung Vila Branca angrenzten. Den Erben von João Alves de Souza blieb nur das weiter entfernt liegende Drittel der Ländereien.
Der Ort, an dem die schwarze Familie lebte, wurde Vila Branca genannt, entweder aus der bereits erwähnten vorurteilsbehafteten Haltung heraus oder zum Zweck einer eindeutigen Unterscheidung zwischen dem Land der Weißen und dem der Schwarzen. Die Familien der ersten Händler Balbino Moreira und Benjamin de Moura Costa sowie Pedro Fagundes, João Gabriel de Oliveira und Octávio de Oliveira Guedes werden als die Pioniere von Vila Branca bezeichnet.

### Erhebung zum Munizip
Am 11. Oktober 1947 wurde der Ort unter dem Namen Varzeão zum Verwaltungsdistrikt von Cerro Azul erhoben. Er wurde durch das Staatsgesetz Nr. 9443 vom 20. November 1990 aus Cerro Azul ausgegliedert und unter dem Namen Vila Branca in den Rang eines Munizips erhoben. Per Staatsgesetz Nr. 10164 vom 7. Dezember 1992 wurde es in Doutor Ulysses umbenannt. Es wurde am 1. Januar 1993 als Munizip installiert.

## Geografie

### Fläche und Lage
Doutor Ulysses liegt auf dem Primeiro Planalto Paranaense (Planalto Atlântico oder Curitiba-Hochebene). Seine Fläche beträgt 777 km². Es liegt auf einer Höhe von 811 Metern.

### Geologie und Böden
Die Böden bestehen aus Hornblende und Dunkelglimmer.

### Vegetation
Das Biom von Doutor Ulysses ist Mata Atlântica.

### Klima
In Doutor Ulysses herrscht warmes, gemäßigtes Klima. Es ist während des Jahres eine erhebliche Menge an Niederschlägen zu verzeichnen (1816 mm pro Jahr). Das gilt auch für den trockensten Monat. Die Klimaklassifikation nach Köppen und Geiger lautet Cfb. Im Jahresdurchschnitt liegt die Temperatur bei 18,0 °C. Innerhalb eines Jahres gibt es 1416 mm Niederschlag.

### Gewässer
Doutor Ulysses liegt vollständig im Einzugsgebiet des Rio Ribeira, der innerhalb des Munizipgebiets entspringt. Seine südliche Grenze zu Castro und Cerro Azul wird durch den Rio Turvo gebildet.

### Straßen
Doutor Ulysses liegt an der PR-092, die Curitiba mit Andirá im Norden an der Grenze zum Staat São Paulo verbindet. 

### Eisenbahn
Entlang der nordwestlichen Grenze mit Castro und Sengés verläuft die Eisenbahnlinie Ramal de Pinhalzinho, die Teil des Tronco Principal Sul der Rede Ferroviária Federal von Itararé nach Ponta Grossa ist.

### Nachbarmunizipien
| Jaguariaíva  | Sengés                                      |                          |
| Piraí do Sul | Kompassrose, die auf Nachbargemeinden zeigt | Itapirapuã Paulista (SP) |
| Castro       |                                             | Cerro Azul               |

## Stadtverwaltung
Bürgermeister: Moiseis Branco da Silva, DEM (2021–2024)
Vizebürgermeister: Valdeci de Jesus dos Santos, DEM (2021–2024)

## Demografie

### Bevölkerungsentwicklung
| Jahr | Einwohner | Stadt | Land |
| ---- | --------- | ----- | ---- |
| 2000 | 6.003     | 12 %  | 88 % |
| 2010 | 5.727     | 16 %  | 84 % |
| 2022 | 5.697     |       |      |

Quelle: IBGE (2011) und Volkszählung 2022

### Ethnische Zusammensetzung
| Gruppe * | 2000    | 2010    | wer sich als …                                                                   |
| --- | ------- | ------- | -------------------------------------------------------------------------------- |
| Weiße | 78,3 %  | 63,9 %  | weiß bezeichnet                                                                  |
| Schwarze | 0,7 %   | 2,9 %   | schwarz bezeichnet                                                               |
| Gelbe | 0,1 %   | 0,5 %   | von fernöstlicher Herkunft wie japanisch, chinesisch, koreanisch etc. bezeichnet |
| Braune | 20,1 %  | 32,5 %  | braun oder als Mischung aus mehreren Gruppen bezeichnet                          |
| Indigene | 0,0 %   | 0,3 %   | Ureinwohner oder Indio bezeichnet                                                |
| ohne Angabe | 0,8 %   | 0,0 %   |                                                                                  |
| Gesamt | 100,0 % | 100,0 % |                                                                                  |
| *) Das IBGE verwendet für Volkszählungen ausschließlich diese fünf Gruppen. Es verzichtet bewusst auf Erläuterungen. Die Zugehörigkeit wird vom Einwohner selbst festgelegt. |         |         |                                                                                  |

Quelle: IBGE (Stand: 1991, 2000 und 2010)